# Бердышла (приток Селеука)
Бердышла (баш. Бәрҙешле) — река в России, протекает в Ишимбайском районе Башкортостана. Правый приток Селеука. Длина реки составляет 11 км, площадь водосборного бассейна 49,7 км². Впадает в Селеук по правому берегу в 23 км от устья.
От гидронима баш. Бәрҙешле произошло название деревни в Ишимбайском районе.
Притоки: Алабердыбаш и несколько других безымянных.

## Данные водного реестра
По данным государственного водного реестра России относится к Камскому бассейновому округу, водохозяйственный участок реки — Белая от города Стерлитамак до водомерного поста у села Охлебино, без реки Сим, речной подбассейн реки — Белая. Речной бассейн реки — Кама.
Код объекта в государственном водном реестре — 10010200712111100018401.